# 법장사 아미타괘불도 및 복장유물
법장사 아미타괘불도 및 복장유물(法藏寺 阿彌陀掛佛圖 및 腹藏遺物)은 서울특별시 중랑구 묵동, 법장사에 있는 일제강점기의 불화 및 복장유물이다. 2011년 9월 8일 서울특별시의 유형문화재 제320호로 지정되었다.

## 지정사유
법장사 아미타괘불도는 19~20세기에 서울 경기지역에서 대활약을 펼쳤던 고산 축연(古山竺演)이 1923년 수화승(首畵僧)을 맡아 자월(慈月), 학송(鶴松), 덕주(德柱)를 거느리고 조성하여 경성부 숭인동 감로암(甘露庵)에 봉안한 불화이다.
발원문과 화기가 온전히 남아 있고, 예가 드문 복장주머니 또한 거의 완전한 형태로 구비되어 있으며, 적․녹색 위주에 청색이 일부 첨가되는 전형적인 19세기 불화의 화풍을 잘 보여주며, 고산 축연의 어느 작품보다 인물의 형태가 정제되고 색채가 안정되고 조화로워 예술성이 돋보인다.

## 조사보고서
법장사 소장 괘불도는 1923년 고산 축연이 책임을 맡아 그린 아미타불괘불도로서 상축에 2개의 복장 주머니〔腹藏囊〕가 구비되어 있으며, 테두리 일부에 훼손이 엿보이고 좀이 슬었을 뿐 전반적인 보존상태는 비교적 양호한 편이다.
이 그림의 상단부에는 아미타삼존불이 배치되어 있으며, 하단에는 사자와 코끼리를 탄 문수동자상(文殊童子像)과 보현동자상(普賢童子像)이 자리하고 있다. 상단 중앙의 본존불상은 아미타불상으로서 왼손을 가슴 앞으로 올려 손바닥이 위를 향하도록 하였으며, 오른손은 무릎 아래로 길게 내렸다. 본존불을 중심으로 왼쪽(향하여 오른쪽)에 자리한 협시보살상은 관세음보살로서 화불(化佛)이 안치된 보관을 쓰고 버들가지가 꽂혀있는 정병을 받들고 있으며, 오른쪽(향하여 왼쪽)에 배치된 협시보살상은 대세지보살로 머리에 정병이 안치된 보관을 쓰고 두 손으로 연꽃가지를 받쳐 들었다.
삼존상 모두 법의(法衣)는 금선의 둥근무늬가 장식된 적색 대의를 착용하였으며, 얼굴은 턱이 각지지 않은 둥글어진 형태에 이목구비의 표현이 단정하여 원만상이다. 피부 빛깔은 가루 금(粉金)에 아교를 섞은 금니(金泥)를 사용하여 처리함으로써 삼존상을 한층 돋보이게 하는 효과를 자아내고 있다.
하단 왼쪽의 문수동자상은 갈기가 풍성한 청사자(靑獅子)를 타고 걸터앉아 연꽃가지를 받쳐 들고 있으며, 오른쪽의 보현동자상 역시 문수동자상과 동일한 자세로 이빨이 여섯 개 달린 육아백상(六牙白象)을 타고 앉아 있다.
그림 하단 테두리 중앙부에 남아 있는 화기 내용으로 보아 이 괘불도는 1923년 고산 축연(古山竺演)이 수화승(首畵僧)을 맡아 자월(慈月), 학송(鶴松), 덕주(德柱)를 거느리고 조성한 뒤 경성부(지금의 서울) 숭인동 감로암(甘露庵)에 봉안하였음을 알 수 있다.
이와 함께 좌변(向右) 상단에 '불기이천구백오십년계해십이월봉안 화사 문고산(佛紀二千九百五十年癸亥十二月奉安 畵師 文古山)'이라 명기된 묵서명과, 우변(向左) 상단의 '원결서방토만연대가재상도두정(願結西方土萬緣大家齋上渡頭程)'이라는 묵서명을 볼 수 있다. 그리고 상단부 테두리에는 범자(梵字)가 쓰인 둥근무늬 17개가 주회하고 있다.
색조는 적색과 녹색 위주로 동일 화승이 그린 서울 안양암 아미타괘불도(서울시 유형문화재 제189호)보다 청색이 적게 사용되고, 인물형태가 정제되어 전반적으로 안정되어 있으며 조화로움이 느껴진다.
상축 양쪽에 매달려 있는 전체 59.2cm 지름 26.2cm 크기의 2개의 복장주머니는 항아리 모양 몸체에 꽃 모양뚜껑부와 적․청․황색의 띠 장식으로 이루어졌으며, 한 개의 복장주머니에서 비단에 쓴 발원문(發願文)을 비롯하여 일체여래전신사리보협진언(一切如來全身舍利寶篋眞言), 약초(藥草), 오곡(五穀) 등이 발견되었다. 발견된 복장품 가운데의 발원문 기록을 통해 화기에는 보이지 않던 시주(施主)와 화주(化主)가 파악되었다.
〔화기(畵記)〕

緣化秩 都監 李 潭 奉安于京城府崇仁洞

證師 羅晴湖 別座 張璟敏 佛紀二千九百五十年癸亥

誦呪 李錦雨 供司 徐信道 十二月十五日點眼

金魚 文古山 別供 李信佛心

崔慈月 內都監 林晦雲

千德柱 外別座 金璟峰

持殿 金虎山 書記 申禪晧

奉茶 崔正燮 波水 黃自淵

鐘頭 裵禪根

金正煥

〔발원문(發願文)〕

願 文

京城府崇仁洞緣化所秩

證明 羅晴湖

金魚 文古山

都監 李 潭

別座 張璟敏

持殿 金虎山

施主 申氏功德心

化主 安氏普明佛

願以此功德 普及於一切

我等與衆生 皆共成佛道

佛紀二千九百五十年癸亥十二月十五日

이 괘불화는 적․녹색 위주에 청색이 일부 첨가되어 전형적인 19세기 불화풍을 보여주는 아미타불도로서, 고산 축연의 어느 작품보다 세련된 필선을 구사하여 인물의 형태를 구현해내고 입체감을 적절히 표현함으로써 작품성이 뛰어나다.
또한 조성시기와 화사, 봉안처, 시주와 화주 등을 밝혀주는 발원문과 화기가 온전히 남아 있고, 예가 드문 복장주머니 또한 거의 완전한 형태로 구비되어 있어 학술적으로 자료적 가치가 크다고 하겠다. 따라서 비록 조성 시기는 1923년이지만 19~20세기에 서울 경기지역에서 대활약을 펼쳤던 고산 축연의 완숙기 때의 불화로 추정될 뿐만 아니라, 동일 화승 작인 서울 안양암 아미타괘불도(서울시 유형문화재 제189호)보다 인물의 형태가 보다 정제되고 비례가 적절하며 색채가 조화로워 예술성이 특히 돋보이는 수작이다.

## 갤러리

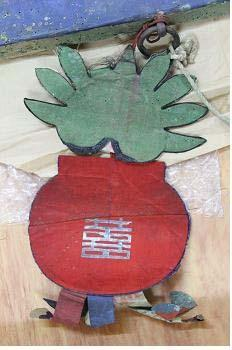
복장주머니 - 총 2개
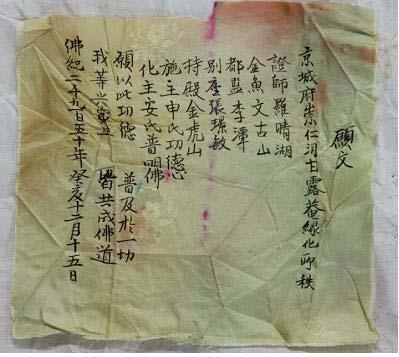
발원문 - 불기 2950년(1923년) 경성부 숭인동 감로암에서 금어 문고산이 조성하였음을 알 수 있음
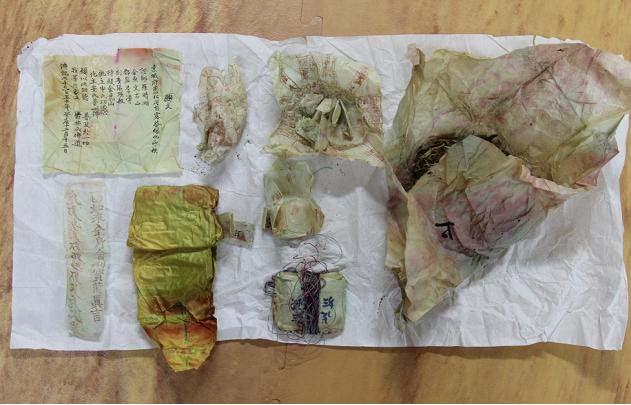
복장 유물(발원문, 약초, 오곡, 오향, 광물, 사리(진주), 진언 등)

## 참고 자료
- 법장사 아미타괘불도 및 복장유물 - 국가유산청 국가유산포털